# Герб Алушти
Герб Алу́шти — офіційний символ міста Алушта Автономної Республіки Крим, затверджений 26 грудня 2001 р. рішенням 23 сесії 23 скликання Алуштинської міської ради.
Автор — В. Дев'яткін.

## Опис герба
У лазуровому французькому щиті — срібна фортечна вежа зі стінами і відкритим прорізом воріт, що супроводжується вгорі справа золотою візантійською, угорі зліва — золотою ж російською імператорськими коронами. Біля підніжжя вежі — 12 золотих хвиль у три ряди 5-4-3.